# Ekkára
Ekkára (Ekkara) är en ort i Grekland.   Den ligger i prefekturen Fthiotis och regionen Grekiska fastlandet, i den centrala delen av landet, 180 km nordväst om huvudstaden Aten. Ekkára ligger 170 meter över havet och antalet invånare är 576.
Terrängen runt Ekkára är kuperad söderut, men norrut är den platt. Runt Ekkára är det ganska glesbefolkat, med 26 invånare per kvadratkilometer. Närmaste större samhälle är Domokós, 9,4 km öster om Ekkára. Trakten runt Ekkára består till största delen av jordbruksmark.